# Doaphius batekensis
Doaphius batekensis är en skalbaggsart som beskrevs av Walter och Endrodi 1981. Doaphius batekensis ingår i släktet Doaphius och familjen Aphodiidae. Inga underarter finns listade i Catalogue of Life.